# Bakerloo line
Bakerloo Line é uma das linhas do Metropolitano de Londres, de cor marrom no mapa do metropolitano. Funciona parcialmente na superfície e parcialmente em nível profundo, de Elephant and Castle no centro de Londres, via o West End, a Harrow & Wealdstone nos subúrbios a noroeste . A linha serve a 25 estações, das quais 15 estão abaixo do solo. Foi assim chamada porque ela serve Baker Street e Waterloo. Ao norte do Queen's Park (o trecho da linha acima do solo), a linha compartilha os trilhos com a Watford DC Line do London Overground e corre paralela à West Coast Main Line.
Aberta entre 1906 e 1915, muitas de suas estações retêm elementos de seu projeto para um padrão comum, as estações abaixo do solo usando ladrilhos decorativos Art Nouveau por Leslie Green e as estações acima do solo construídas em tijolo vermelho com pedra detalhando em um estilo Arts & Crafts. É a nona linha mais movimentada da rede, transportando mais de 111 milhões de passageiros anualmente.

## Estações

- Harrow and Wealdstone
- Kenton
- South Kenton
- North Wembley
- Wembley Central
- Stonebridge Park
- Harlesden
- Willesden Junction
- Kensal Green
- Queens Park
- Kilburn Park
- Maida Vale
- Warwick Avenue
- Paddington
- Edgware Road
- Marylebone
- Baker Street
- Regents Park
- Oxford Circus
- Piccadilly Circus
- Charing Cross
- Embankment
- Waterloo
- Lambeth North
- Elephant and Castle

### Estações formais agora servidas pelo London Overground
- Watford Junction
- Watford High Street
- Bushey
- Carpenders Park
- Hatch End
- Headstone Lane